# Einar Bodman
Karl Viktor Einar Bodman, född 4 december 1887 i Norrköping, död 31 december 1963, var en svensk tullkontrollör och konstnär.
Han var son till Adolf Bodman och Betty Blanck. Bodman var som konstnär autodidakt. Han medverkade i Sveriges allmänna konstförenings utställningar på Liljevalchs konsthall i Stockholm.